# Hiéroglyphe égyptien D55

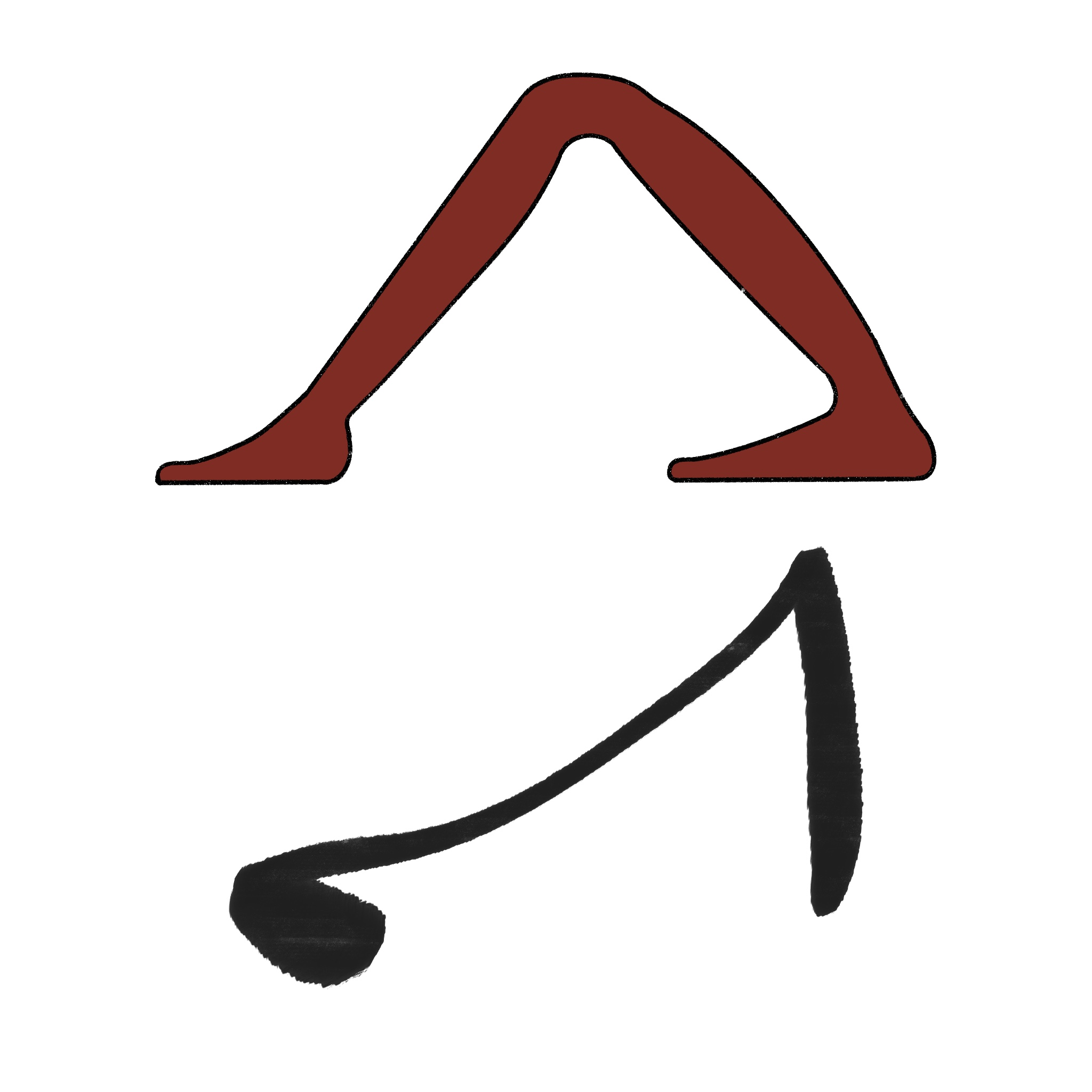
Version hiéroglyphique (en haut) et hiératique (en bas).

Le hiéroglyphe égyptien D55 (jambes reculant) est classifié dans la section D « Parties du corps humain » de la liste de Gardiner ; cet hiéroglyphe y est noté D55.

## Représentation
Il représente une paire de jambes en marche, reculant (par rapport aux jambes
| D54 |

| D54 |

## Utilisation
C'est un déterminatif du champ lexical du recul, retour.

## Exemples de mots
| a · n | n · D55 |

| a · n | n · D55 |

| s | b | h | A | D55 |

| s | b | h | A | D55 |

| M3 · x · t | M3 · x · t | D55 |

| M3 · x · t | M3 · x · t | D55 |